# Фетіх I Ґерай
Феті́х I Ґера́й (крим. I Fetih Geray, ۱فتح گراى‎; 1557–1596) — кримський хан у 1596 р. з династії Ґераїв, займав престол між двома правліннями Гази II Ґерая. Син Девлета I Ґерая.
У правління Гази II був калгою. Ходив разом з ним і самостійно в угорські походи на допомогу султанові, де проявив себе як відважний воїн.
Коли на турецький престол замість Мурада III, друга Гази II Ґерая, зійшов новий султан Мехмед III, то візир, що вороже відносився до Гази II, переконав султана передати кримський трон Фетіху Ґераю.
За своє коротке правління Фетіх I Ґерай встиг порушити ту рівновагу у відносинах хана і беїв, яке вдалося встановити його братові. Цим він відновив проти себе Мансурів.
Після швидкої відставки згаданого візира Гази II знов отримав ханське звання і повернувся до Криму. Фетіх I Ґерай не став сперечатися з цим і мав намір покаятися перед братом, але був убитий у присутності хана мансурськими мурзами. Відновлюючи ханський авторитет, що похитнувся, Гази II страчував всіх спільників Фетіха I Ґерая в Криму — його калгу, нуреддина і навіть сім'ю, а також вигнав з країни багато його прихильників.